# 義妹だからできること、妹じゃないとダメなこと。
『義妹だからできること、妹じゃないとダメなこと。』（いもうとだからできること、いもうとじゃないとダメなこと）は、2013年6月28日にMink EGOより発売された日本のアダルトゲームである。

## あらすじ
よき兄であろうと努力する主人公・高藤 翔の悩みは、実妹・唯への恋心だった。
そんなある日、父親の再婚により、継母の連れ子である伊織が翔の妹となった。
伊織は小悪魔じみた態度で翔を悩ませていった。

## 登場人物
高藤 翔（たかとう かける）
主人公。生まれつき体が弱く、家族に迷惑をかけているという意識からよき兄を演じようとしている。
高藤 伊織（たかとう いおり）
声 - 唯香
翔の義妹。明るく社交的だが、小悪魔のような一面もあり、翔を悩ませる。
高藤 唯（たかとう ゆい）
声 - 市川みぃ
翔の実妹。兄と距離を保ちつつも慕っていた。
高藤 ゆかり（たかとう ゆかり）
声 - 桜城ちか
翔と唯の継母。翔と唯の実の母のようにふるまっておりいるが、子どもたちには見透かされているにも関わらず本人は気づいていない。
辻本 武（つじもと たけし）
声 - 風見トーリ
翔の同級生。
高藤 不二夫（たかとう ふじお）
声 - 越雪光
伊織の義父で、翔の担当医でもある。医者としての腕は悪くないが、父親としては少々情けない。

## スタッフ
- ディレクター - 河野守、堀ノ内遊女
- シナリオ - 堀ノ内遊女
- 原画 - ティータ.J

## 主題歌
主題歌「あなただから出来たこと」
歌 - みるく / 作詞 - 河野守 / 作曲 - shibahiro